# Belonogaster petiolata
Belonogaster petiolata är en getingart som först beskrevs av Deg. 1778.  Belonogaster petiolata ingår i släktet Belonogaster och familjen getingar. Inga underarter finns listade.